# Marmelade (arrondissement)
Marmelade (Haïtiaans-Creools: Mamlad) is een arrondissement van het Haïtiaanse departement Artibonite, met 189.000 inwoners. De postcodes van dit arrondissement beginnen met het getal 45.
Het arrondissement Marmelade bestaat uit de volgende gemeenten:
- Saint-Michel-de-l'Atalaye (hoofdplaats van het arrondissement)
- Marmelade

Marmelade is een van de twee arrondissementen van Haïti waar de gelijknamige gemeente niet de hoofdplaats is. Het andere arrondissement is Île de la Gonâve.